# Urquinaona
Urquinaona – stacja metra w Barcelonie, na linii 1 i 4. Stacja została otwarta w 1926. 
Można ją zobaczyć kilkakrotnie w filmie Smak życia (Auberge espagnole).